# Neozhidannyj Peninsula
Die Neozhidannyj  Peninsula (englisch; russisch Полуостров Неожиданный Poluostrow Neoschidanny, deutsch ‚Unerwartete Halbinsel‘) ist eine Halbinsel an der Knox-Küste des ostantarktischen Wilkeslands. Sie liegt im Gebiet der Bunger-Oase.
Wissenschaftler einer sowjetischen Antarktisexpedition kartierten und benannten sie 1956. Das Antarctic Names Committee of Australia übertrug diese in einer Teilübersetzung ins Englische.